# Ferrous Resources
Ferrous Resources ist ein brasilianisches Eisenerzbergbauunternehmen. Das Unternehmen besitzt mehrere Bergwerke im Eisen-Viereck von Minas Gerais. 2014 wurden 5,6 Mio. t Eisenerz gefördert.

## Minen
Im Betrieb:
- Viga (Congonhas)
- Santanense (Itatiaiuçu)
- Esperança/EMESA (Brumadinho)

Nicht im Betrieb:
- Viga Norte (Itabirito)
- Serrinha (Brumadinho)
- Jacuípe

(Quelle:)